# Nová Sibiř
Nová Sibiř (rusky Новая Сибирь) je třetím největším ostrovem skupiny ostrovů Anžu v souostroví Novosibiřské ostrovy, které se rozkládá mezi mořem Laptěvů a Východosibiřským mořem. Rozloha ostrova činí přibližně 6 200 km². Na východní straně ostrova se rozkládá otevřené Východosibiřské moře, na západní straně se nachází průliv Zvěstování, který ostrov odděluje od dalšího ostrova Kotelný a z jihozápadní strany ho omývá Sannikovův průliv. Patří do chráněné zóny Státní přírodní rezervace Ústí Leny. Neobydlená Nová Sibiř administrativně patří k republice Sacha, která je součástí Ruské federace.

## Reliéf
Ostrov Nová Sibiř je výrazně rovinatý s typickou arktickou tundrou. Pobřeží z velké části tvoří útesy vysoké 10 až 17 metrů, severní pobřeží dosahuje výšky až 25 metrů. V létě půda rozmrzá a pobřežní části ostrova se propadají, přičemž každoročně dochází k sesuvným procesům.
Charakteristickým rysem ostrova jsou vyvýšeniny v pobřežních částech ostrova, zatíco centrální část je rovinatá. Nejvyšší vyvýšená místa jsou při severním pobřeží: Vysoký mys (47 m), mys Goristy (51 m). Na jihozápadním pobřeží se rozkládají Dřevěné hory s nejvyšším bodem ostrova - 79 m. 
Novou Sibiř pokrývají čtvrtohorní usazeniny, v podloží ostrova jsou miocenní horniny.

## Vnitrozemské vody
Nová Sibiř má hustou říční síť. Západní a střední část ostrova patří do povodí největší řeky - Bolšaja. Díky mírným svahům je tok mnoha řek bažinatý a samotné řeky v krajině meandrují. Ostrov oplývá mnoha jezery, největší z nich je Jezero černých hus (které má až 4 km napříč), jezero Ottoch-Kuele, jezero Jara-Kjujol a Zablácené jezero (průměr 3 km).

## Podnebí
Podnebí je arktické, s dlouhotrvající zimou (listopad až duben) a s velmi chladným létem (průměrná červencová teplota je pouhé 3 °C).

## Flóra a fauna
Mezi typickou faunu Nové Sibiře patří zejména sobi polární, lední medvědi, lišky (probíhá jejich intenzivní lov), rosomáci a myši. Mezi ostrovní ptactvo patří výr velký, koroptev, husa, turpan hnědý a potáplice severní. V ostrovních řekách žije zejména vranka čtyřrohá (Myoxocephalus quadricornis) a vlkouš.
Ostrov je pokryt převážně nízkými rostoucími travinami, mokřady, mechy, lišejníky a játrovkami. Tato tundrovitá vegetace pokrývá většinu povrchu ostrova. Půda ostrova je typicky vlhká, jemnozrnná a často humózní.

## Průzkum ostrova
Předpokládá se, že prvním objevitelem ostrova byl ruský polárník Stěpan Andrejev v roce 1764. Prvním zaznamenaným objevitelem Nové Sibiře byl v roce 1806 ruský obchodník, lovec a polárník Jakov Sannikov během lovecké výpravy financované ruskými obchodníky Semjonem a Lvem Sirovatskými. Sannikov se domníval, že nenašel pouhý ostrov, ale velkou novou zemi, proto ji pojmenoval Nová Sibiř.
Detailně byl ostrov prozkoumán v roce 1886 výzkumníkem Eduardem Tollem.
Před rokem 1900 na ostrov dorazil český dobrodruh Jan Eskymo Welzl, který na Nové Sibiři měl prožít 25 let svého života v jeskyni, kterou si vystřílel dynamitem.